# 26 î.Hr.

## Decese
- dată necunoscută: Gallus Cornelius Caius  (n. 69 î.Hr.)